# Morlupo
Morlupo és un comune (municipi) de la ciutat metropolitana de Roma, a la regió italiana del Laci, situat uns 30 km al nord de Roma. L'1 de gener de 2018 tenia 8.689 habitants.
Limita amb els municipis de Capena, Castelnuovo di Porto, Magliano Romano i Rignano Flaminio.